# 妮科尔·欧文
妮科尔·欧文（英語：Nicole Irving，1982年6月14日—），澳大利亚女子游泳运动员，主攻蝶泳。她曾代表澳大利亚参加2002年英联邦运动会游泳比赛，获得女子50米蝶泳银牌。